# Cantonul Le Loroux-Bottereau
Cantonul Le Loroux-Bottereau este un canton din arondismentul Nantes, departamentul Loire-Atlantique, regiunea Pays de la Loire, Franța.

## Comune
- Barbechat
- La Boissière-du-Doré
- La Chapelle-Basse-Mer
- La Remaudière
- Le Landreau
- Le Loroux-Bottereau (reședință)
- Saint-Julien-de-Concelles